# Frichlkofen

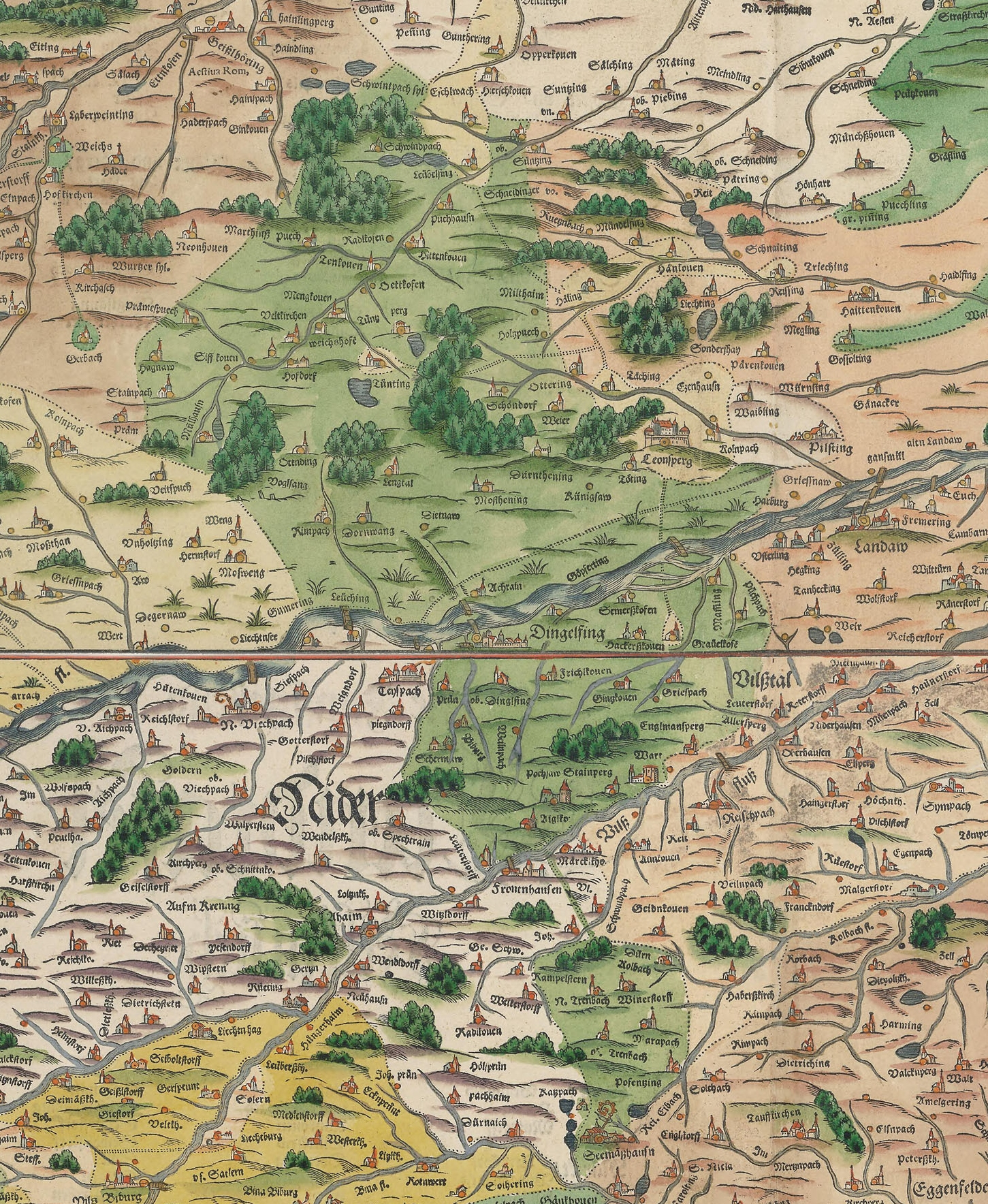
Frichlkouen auf Apians bairischen Landtafeln von 1568

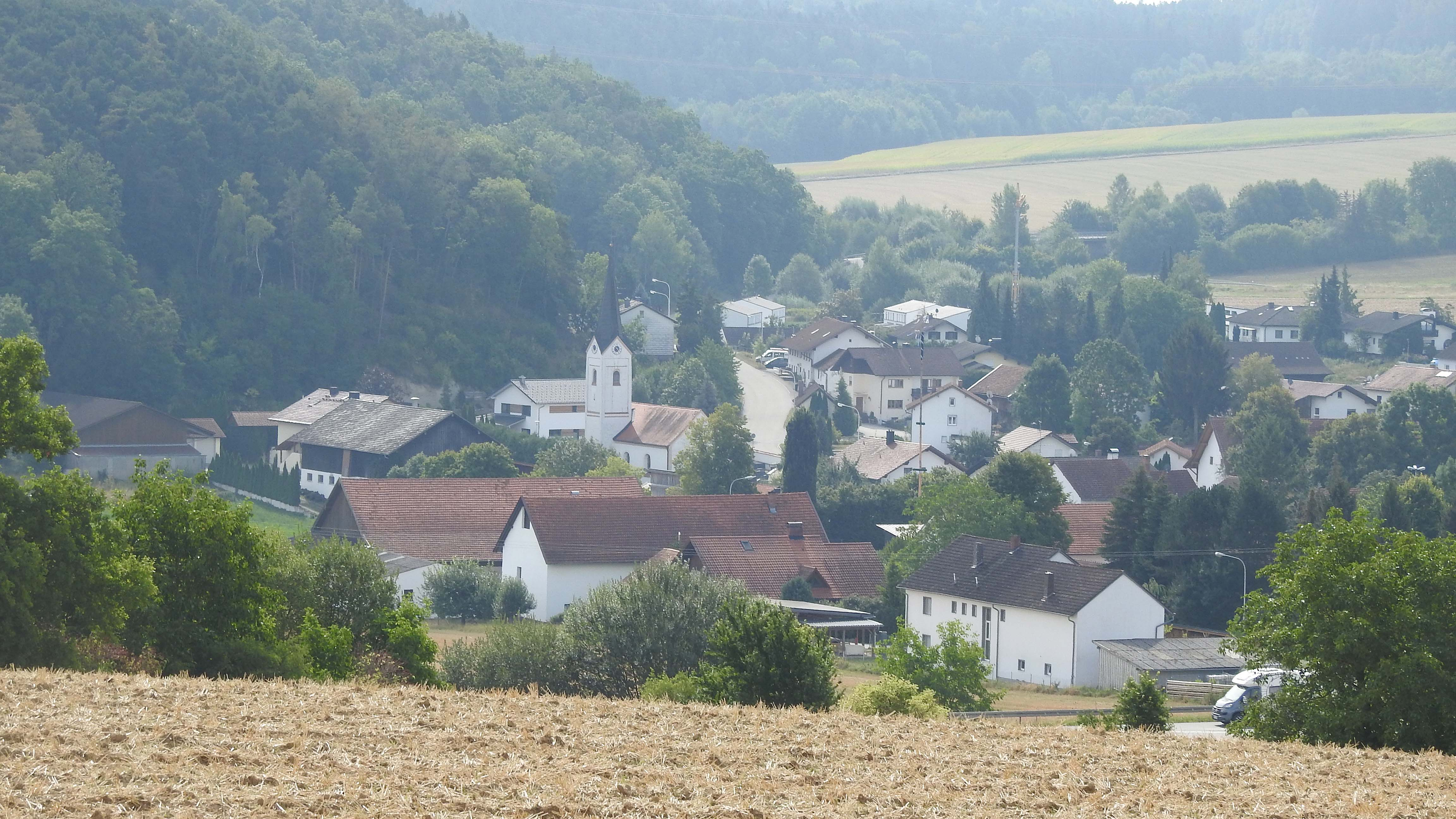
Frichlkofen von Nordwesten

Frichlkofen ist ein Gemeindeteil der Gemeinde Gottfrieding im niederbayerischen Landkreis Dingolfing-Landau. 

## Lage und Einwohner
Das Kirchdorf liegt im Weilnbachtal, einem rechten Seitental des unteren Isartals, das vom Gottfriedinger Bach durchflossen wird, der auch durch den Ort fließt, 1100 Meter unterhalb von Unterweilnbach und 1200 Meter oberhalb des Dorfes Gottfrieding. In dem Dorf leben 194 Einwohner (Stand: 2. November 2004). Nach dem Melderegister der Gemeinde Gottfrieding hatte Frichlkofen 198 Einwohner am 1. Juli 2013 im Haupt- und Nebenwohnsitz.

## Geschichte
Die Besiedlung von Frichlkofen erfolgte im 6. Jahrhundert, als die Bajuwaren sich im Isartal niederließen. Während des Dreißigjährigen Krieges wurde auf dem Schusterberg eine Kanonenstation der Schwedenschanze in Oberdingolfing angelegt. Im Jahr 2012 feierte Frichlkofen sein eintausendjähriges Bestehen. 1011 wurde Frichlkofen zum ersten Mal urkundlich erwähnt: König Heinrich II. schenkte auf Bitten seiner Gemahlin Kunigunde von Luxemburg unter anderem Frochilinchouun dem damaligen Bischof Eberhard von Bamberg
und seinen Nachfolgern.
Nach der statistischen Aufstellung von Joseph von Hazzi über das Herzogthum Baiern von 1808 gehörte Früchelkofen mit 25 Häusern und ebenso vielen Herdstellen zur Obmannschaft Günz und Früchlkofen.
Im Zuge der Verwaltungsreformen in Bayern entstand mit dem Gemeindeedikt von 1818 die Gemeinde Frichlkofen, zu der auch die Orte Golding, Tichling, Unterweilnbach, Reitholz, Kaltenberg und das damals noch nicht erwähnte Hacklberg gehörten. 1823/24 wurde die Gemeinde Frichlkofen in die Gemeinde Gottfrieding eingegliedert, mit Ausnahme von Kaltenberg (nach Frauenbiburg) und Reitholz (nach Griesbach).

## Baudenkmäler
Das Ortsbild wird geprägt vom Turm der katholischen Filialkirche St. Laurentius. Der Bau wurde im 12. Jahrhundert im Stil der Romanik errichtet und später frühgotisch und barock überformt. Ebenfalls unter Denkmalschutz stehen ein Bauernhaus und ein Stadel.